# Oeuvre van Johan Halvorsen
De Noorse componist Johan Halvorsen schreef veel muziek gedurende zijn leven. Veel daarvan was uiteindelijk bedoeld om uitgevoerd te worden tijdens toneelvoorstellingen in Bergen en Oslo, alwaar hij dirigent was van de desbetreffende orkesten. Opvallend is de afwezigheid van echt klassieke titels zoals strijkkwartetten, concerto’s en opera’s. Hij schreef uiteindelijk drie symfonieën, maar daaraan begon hij pas op latere leeftijd. Onderstaande lijst is een overzicht van de werken die in 2012 bekend zijn en is samengesteld door de Universiteit van Oslo.
| Aanduiding | Jaar van compositie | Titel                                                                            | Opus      | Gecomponeerd voor                                                                            |
| ---------- | ------------------- | -------------------------------------------------------------------------------- | --------- | -------------------------------------------------------------------------------------------- |
| Werk 1     | 1880–1883           | Hallingdal Bataljons Marsch                                                      |           | 1. militair orkest 2. orkest (verloren gegaan)                                               |
| Werk 2     | 1883                | Det bästa av allt opgedragen aan Elise Svendsen                                  |           | zangstem/piano                                                                               |
| Werk 3     | 1884                | Mazurka-album (4 mazurka’s opgedragen aan Elise Svendsen)                        |           | piano                                                                                        |
| Werk 4     |                     | Zes liederen op tekst van Bjørnstjerne Bjørnson                                  | opus 1    | zangstem/piano                                                                               |
| Werk 5     | 1890                | Suite in g mineur                                                                |           | viool/piano                                                                                  |
| Werk 6     | 1891                | Twee liederen op tekst van Theodor Storm                                         |           | zangstem/piano                                                                               |
| Werk 7     | 1891                | Zes karakterstukken voor viool en piano                                          |           | viool/piano                                                                                  |
| Werk 8     | 1891                | Rabnabryllaup uti Kraakjalund variaties over een Noord volksliedje               |           | strijkorkest                                                                                 |
| Werk 9     | 1891                | Capriccio, Allegro de Concert                                                    |           | 1. viool/piano 2. orkest (verloren gegaan)                                                   |
| Werk 10    | 1891                | Humoresque                                                                       |           | viool/piano (verloren gegaan)                                                                |
| Werk 11    |                     | Vier liederen op teksten Ingemann, Vetle Vislie, Jacobsen, Johan Ludvig Runeberg |           | zangstem/piano                                                                               |
| Werk 12    | 1891                | Strijkkwartet                                                                    | opus 10   | kamermuziek (teruggetrokken) deel 3 bewerkt voor strijkorkest                                |
| Werk 13    | 1891                | Huldrelok en Furioso                                                             |           | viool/piano viool/piano (verloren gegaan)                                                    |
| Werk 14    |                     | I seraillets have                                                                |           | zangstem/piano tekst: Jens-Peter Jacobsen                                                    |
| Werk 15    | 1893                | Intochtmars van de Bojaren                                                       |           | orkest                                                                                       |
| Werk 16    | 1894                | Passacaglia voor viool en altviool                                               |           | solo viool of altviool                                                                       |
| Werk 17    | 1894                | Midtsommer                                                                       |           | verloren gegaan                                                                              |
| Werk 18    | 1894                | Twee orkeststukken                                                               |           | orkest (verloren gegaan)                                                                     |
| Werk 19    |                     | Konsert-caprice over Norske melodier                                             |           | twee violen                                                                                  |
| Werk 20    | 1894                | Vier Noorse volksliedjes                                                         |           | dameskoor a capella (verloren gegaan)                                                        |
| Werk 21    | 1895                | Varde en Tord Foleson                                                            | opus 11   | koor/orkest tekst: Per Sivle                                                                 |
| Werk 22    | 1895                | Gud signe Noregs land                                                            |           | tekst: Arne Garborg                                                                          |
| Werk 23    | 1895                | Dokka                                                                            |           | tekst: Arne Garborg                                                                          |
| Werk 24    | 1895                | Achttien Noorse volksliedjes en –dansen voor viool en piano                      |           | viool/piano                                                                                  |
| Werk 25    | 1896                | Vasantasena-suite                                                                |           | orkest                                                                                       |
| Werk 26    | 1896                | Hilsen fra Bergen til Kristiania ved den 7de store Sangerfest                    |           | mannenkoor a capella tekst: Johan Bøgh                                                       |
| Werk 27    | 1896                | Norsk Nationalmarsch                                                             |           | orkest (verloren gegaan) toegeschreven aan Halvorsen                                         |
| Werk 28    | 1896                | Dertig Noorse volksliedjes en -dansen voor viool en piano                        |           | viool/piano                                                                                  |
| Werk 29    | 1896                | Noorse dansen nrs. 1 en 2                                                        |           | 1. viool/piano 2. viool en orkest                                                            |
| Werk 30    | 1896                | Air norvégien                                                                    | opus 7    | viool/piano viool/orkest                                                                     |
| Werk 31    | 1897                | Crépuscule en élégie                                                             |           | viool/piano                                                                                  |
| Werk 32    | 1897                | Cantate voor de inwijding van het Vestlandske kunstindustrimuseum                |           | cantate                                                                                      |
| Werk 33    | 1898                | Danse visionaire (Måneskinnsmøyane)                                              |           | viool/piano viool/orkest                                                                     |
| Werk 34    | 1898                | Festivalmars                                                                     |           | orkest                                                                                       |
| Werk 35    | 1898                | Mosaique, suite de morceaux caracteristiques deel 4: Lied van Veslemøy           |           |                                                                                              |
| Werk 36    | 1898                | Sarabande con variazioni                                                         |           | viool en altviool                                                                            |
| Werk 37    | 1899                | Tornerose                                                                        |           | deels verloren gegaan                                                                        |
| Werk 38    | 1899                | Hos Sigbrit                                                                      |           | toneelmuziek bij werk van Edvard Brandes                                                     |
| Werk 39    | 1899                | Andante religioso                                                                |           | 1. viool/orkest 2. viool/piano                                                               |
| Werk 40    | 1899                | Noorse feestouverture voor orkest                                                | opus 16   | orkest                                                                                       |
| Werk 41    | 1899                | Over Ævne (Første Stykke)                                                        |           | toneelmuziek bij werk van Bjørnstjerne Bjørnson                                              |
| Werk 42    | 1899                | Over Ævne (Andet Stykke)                                                         |           | toneelmuziek bij werk van Bjørnstjerne Bjørnson                                              |
| Werk 43    | 1900                | Gurre-suite                                                                      | opus 17   | orkest                                                                                       |
| Werk 44    | 1900                | Sigurd Balkonfarer, parodisk ouverture                                           |           | orkest                                                                                       |
| Werk 45    | 1900                | Trold kan tæmmes I                                                               |           | toneelmuziek bij werk van William Shakespeare                                                |
| Werk 46    | 1901                | Aino                                                                             |           | toneelmuziek (begrafenismuziek) bij werk van Alvilde Prydz                                   |
| Werk 47    | 1901                | Tordenskjold                                                                     | opus 18   | orkest                                                                                       |
| Werk 48    | 1901                | Harlekins Omvendelse                                                             |           | toneelmuziek bij werk van Ove Rode                                                           |
| Werk 49    | 1901                | Cyrano de Bergerac I                                                             |           | toneelmuziek                                                                                 |
| Werk 50    | 1902                | Fru Inger til Østraat, Ligsalme                                                  |           | toneelmuziek bij werk van Henrik Ibsen                                                       |
| Werk 51    | 1902                | Indledningsmusik til Niels Henrik Abel                                           |           | orkest (verloren gegaan)                                                                     |
| Werk 52    | 1902                | Kongen                                                                           | opus 19   | orkest                                                                                       |
| Werk 53    | 1902                | Røverne                                                                          |           | toneelmuziek (verloren gegaan)                                                               |
| Werk 54    | 1903                | Til Bergen, Trondhjem og Salme på Olavsdagen op tekst Bjørnson                   |           | zangstem/piano/orkest                                                                        |
| Werk 55    |                     | Moderne liederen op tekst van Olaug Løken                                        |           | zangstem/piano                                                                               |
| Werk 56    | 1903                | Jeppe på Bjerget                                                                 |           | toneelmuziek bij werk van Ludvig Holberg                                                     |
| Werk 57    | 1904                | Dronning Tamara (Alrune)                                                         | opus 20.1 | orkest                                                                                       |
| Werk 58    | 1904                | Heksen                                                                           |           | toneelmuziek bij werk van Victorien Sardou                                                   |
| Werk 59    | 1904                | Brand                                                                            |           | toneelmuziek bij werk van Henrik Ibsen                                                       |
| Werk 60    | 1904                | Maria Stuart i Skottland                                                         |           | toneelmuziek in aanvulling op muziek van Rikard Nordraak bij drama van Bjørnstjerne Bjørnson |
| Werk 61    | 1904                | Byens Stolthed                                                                   |           | toneelmuziek voor werk van Gustav Wied                                                       |
| Werk 62    | 1905                | Fossegrimen                                                                      | opus 21   | orkest                                                                                       |
| Werk 63    | 1905                | Kjærlighet uten strømper                                                         |           | toneelmuziek bij werk van Johan Herman Wessel                                                |
| Werk 64    | 1905                | Opstandelse                                                                      |           | toneelmuziek bij werk van Leo Tolstoj                                                        |
| Werk 65    | 1905                | Jubileumfanfare voor Bjørn Bjørnson                                              |           | koor/orkest (onvoltooid)                                                                     |
| Werk 66    | 1905                | Onkel Nabob                                                                      |           | toneelmuziek voor werk van Anthon Bernhard Elias Nilsen                                      |
| Werk 67    | 1905                | Christian Fredrik Norges Konge                                                   |           | toneelmuziek bij versie Johan Breda Bull                                                     |
| Werk 68    | 1905                | Kjærlighedens Komedie naar Ibsen                                                 |           | toneelmuziek                                                                                 |
| Werk 69    | 1905                | Hilsen til Norges Kongepar                                                       |           | orkest                                                                                       |
| Werk 70    | 1905                | Den lille, uskikkelige prinsesse                                                 |           | toneelmuziek bij werk van Gabrielle Reuter als aanvulling op muziek van Max Marschalk        |
| Werk 71    | 1906                | Østerdølsmarschen                                                                | opus 23   | zangstem/orkest tekst: Ivar Mortensson-Egnund                                                |
| Werk 72    | 1906                | Drie Noorse volkswijsjes                                                         |           | zangstem/orkest                                                                              |
| Werk 73    |                     | Til Thorvald Lammers                                                             |           | zangstem/piano tekst: Rosenkranz Johnsen                                                     |
| Werk 74    | 1906                | Lille Dorrit                                                                     |           | toneelmuziek bij Franz von Schönthan                                                         |
| Werk 75    | 1906                | Prinsessen og det halve kongerige met Sværdliljen                                |           | zangstem/piano muziek bij toneelstuk van Holger Drachmann                                    |
| Werk 76    | 1906                | Et Opgjør                                                                        |           | toneelmuziek voor werk van Gustav Wied                                                       |
| Werk 77    | 1906                | Kantate ved Kroningen i Trondhjems Domkirke                                      | opus 27   | koor/orkest met tekst van Sigvald Skavlan                                                    |
| Werk 78    | 1906                | Koopman van Venetië                                                              |           | toneelmuziek bij Shakespeares werk                                                           |
| Werk 79    | 1906                | Babylons konge                                                                   |           | toneelmuziek bij werk van Axel Maurer                                                        |
| Werk 80    | 1907                | Kleine danssuite                                                                 | opus 22   | viool/piano                                                                                  |
| Werk 81    | 1907                | Djævelens barn                                                                   |           | toneelmuziek bij werk van George Bernard Shaw                                                |
| Werk 82    | 1907                | Sangen om Florens                                                                |           | toneelmuziek bij werk van Vilhelm Krag                                                       |
| Werk 83    | 1907                | Hyldningsintrade                                                                 |           | orkest                                                                                       |
| Werk 84    | 1908                | Anne Pedersdotter                                                                |           | toneelmuziek bij werk van Hans Wiers-Jenssen                                                 |
| Werk 85    | 1908                | Den stille gade                                                                  |           | toneelmuziek bij werk van James Barrie                                                       |
| Werk 86    | 1909                | Vioolconcert                                                                     |           | viool en orkest (verloren gegaan)                                                            |
| Werk 87    |                     | Du gamla, du friska, du fjellhøga Nord                                           |           | variaties voor strijkorkest                                                                  |
| Werk 88    | 1909                | Til Stavanger                                                                    |           | mannenkoor a capella op tekst van tekst Sigvald Skavlan                                      |
| Werk 89    |                     | I Slaatten                                                                       |           | zangstem/piano op tekst van Garborg                                                          |
| Werk 90    | 1909                | Miniaturen, vijf duetten                                                         | opus 29   | 1.viool/piano 2.strijkorkest                                                                 |
| Werk 91    | 1910                | Intermezzi, 4 smaa Foredragsstykker                                              |           | viool/piano                                                                                  |
| Werk 92    | 1910                | Bygmester Solness                                                                |           | toneelmuziek bij werk van Henrik Ibsen                                                       |
| Werk 93    | 1910                | Agilulf den vise                                                                 |           | toneelmuziek bij werk van Hans E. Kinck                                                      |
| Werk 94    | 1910                | Norway's greeting to Theodore Roosevelt                                          | opus 31   | orkest                                                                                       |
| Werk 95    | 1910                | Bjørnstjerne Bjørnson in Memoriam                                                | opus 30   | orkest                                                                                       |
| Werk 96    | 1910                | Livet i vold                                                                     |           | toneelmuziek bij werk van Knut Hamsun                                                        |
| Werk 97    | 1911                | Anna Karénina                                                                    |           | toneelmuziek bij werk van Edmond Guiraud                                                     |
| Werk 98    | 1911                | Suite ancienne                                                                   | opus 31   | orkest                                                                                       |
| Werk 99    | 1911                | Mod Nordpolen                                                                    |           | toneelmuziek bij werk van Vilhelm Dybwad                                                     |
| Werk 100   | 1911                | In memoriam Johan Svendsen                                                       |           | orkest (verloren gegaan)                                                                     |
| Werk 101   | 1912                | Marie Victoire                                                                   |           | toneelmuziek bij werk van Edmond Guiraud                                                     |
| Werk 102   | 1912                | Bryllupsmarsch                                                                   | opus 32.1 | viool en orkest                                                                              |
| Werk 103   | 1912                | Flekken som renser                                                               |           | toneelmuziek bij werk van José Echegaray                                                     |
| Werk 104   | 1912                | Fruen fra havet                                                                  |           | toneelmuziek bij werk van Henrik Ibsen                                                       |
| Werk 105   | 1912                | Serenade                                                                         | opus 33   | orkest uit As You Like It                                                                    |
| Werk 106   | 1913                | Jan Herwitz Der var en Konning i Leire                                           |           | toneelmuziek bij werk Hans Wiers-Jenssen zangstem/piano                                      |
| Werk 107   | 1913                | Tornerose                                                                        |           | toneelmuziek bij de versie van Hans Wiers-Jenssen                                            |
| Werk 108   | 1914                | Den sidste Gjæst                                                                 |           | toneelmuziek bij werk van Hans E. Kinck                                                      |
| Werk 109   | 1914                | Østerdalssangen                                                                  |           | mannenkoor a capella op tekst Jacob Breda Bull                                               |
| Werk 110   |                     | Fyrespel                                                                         |           | voor hardangerviool solo                                                                     |
| Werk 111   | 1914                | Cornevilles klokker                                                              |           | titelloos lied voor Kirsten Flagstad                                                         |
| Werk 112   | 1915                | Stor ståhei for ingenting                                                        |           | toneelmuziek voor bij werk van William Shakespeare                                           |
| Werk 113   |                     | Twee burlesken                                                                   |           | orkest                                                                                       |
| Werk 114   |                     | Valse élégiaque                                                                  |           | orkest                                                                                       |
| Werk 115   |                     | Valgsang                                                                         |           | zangstem/piano, lied op tekst Vilhelm Krag                                                   |
| Werk 116   |                     | Flagsang                                                                         |           | zangstem/piano, lied op tekst Johan Fahlstrøm                                                |
| Werk 117   | 1916                | Over Vandene                                                                     |           | toneelmuziek bij werk van Georg Engel                                                        |
| Werk 118   | 1916                | Mariannes Capricer                                                               |           | toneelmuziek bij werk van Alfred de Musset                                                   |
| Werk 119   | 1917                | Saul                                                                             |           | toneelmuziek bij werk van Hans Wiers-Jenssen                                                 |
| Werk 120   | 1918                | Fantasie voor orkest                                                             |           | orkest (verloren gegaan)                                                                     |
| Werk 121   | 1918                | Medea                                                                            |           | toneelmuziek bij werk van Euripides                                                          |
| Werk 122   | 1918                | Julestuen Contredans                                                             |           | toneelmuziek voor werk van Ludvig Holberg                                                    |
| Werk 123   | 1919                | Dronning Bess                                                                    |           | toneelmuziek bij werk van Brita von Horn                                                     |
| Werk 124   |                     | Sang til Næsset                                                                  |           | zangstem/piano Lied op tekst van Olaf Benneche                                               |
| Werk 125   | 1919                | Dantons død                                                                      |           | toneelmuziek bij werk van Georg Büchner                                                      |
| Werk 126   | 1920                | Twee Noorse rapsodieën                                                           |           | orkest                                                                                       |
| Werk 127   | 1920                | Ruy Blas                                                                         |           | toneelmuziek bij werk van Victor Hugo orkest                                                 |
| Werk 128   | 1920                | Professor Storizyn                                                               |           | toneelmuziek bij werk van Leonid Andrejev                                                    |
| Werk 129   |                     | Tretten Skjærgårdsviser                                                          |           | zangstem/piano op tekst van Vilhelm Krag                                                     |
| Werk 130   | 1920                | Macbeth                                                                          |           | toneelmuziek bij werk van William Shakespeare                                                |
| Werk 131   | 1920¬               | Vort sprog                                                                       |           | mannenkoor a capella tekst Nils Collett Vogt                                                 |
| Werk 132   | 1921                | Bergensiana Rococovariaties                                                      |           | orkest                                                                                       |
| Werk 133   | 1921                | Hamlet                                                                           |           | toneelmuziek bij werk van William Shakespeare                                                |
| Werk 134   |                     | Vuggesang                                                                        |           | zangstem/piano op tekst van Bj. Engelstad                                                    |
| Werk 135   | 1921                | Kirken                                                                           |           | toneelmuziek bij werk van Nini Roll Anker                                                    |
| Werk 136   | 1921                | Fem sanger for mannskor                                                          |           | mannenkoor a capella                                                                         |
| Werk 137   | 1921                | Intermezzo lyrique Marche chevaleresque                                          |           | orkest (onder pseudoniem Dubois) orkest (onder pseudoniem Bonard)                            |
| Werk 138   | 1921                | Sorte svaner                                                                     |           | orkest                                                                                       |
| Werk 139   | 1921                | Dramatisch intermezzo                                                            |           | orkest                                                                                       |
| Werk 140   | 1921                | Kongs-Emnerne                                                                    |           | toneelmuziek bij werk van Henrik Ibsen                                                       |
| Werk 141   | 1922                | Halte Hulda                                                                      |           | toneelmuziek bij werk van Bjørnstjerne Bjørnson                                              |
| Werk 142   | 1922                | Sang for Kristiania                                                              |           | mannenkoor a capella tekst van N.C.Vogt                                                      |
| Werk 143   | 1922                | Retfærdighet Fatum, Prélude                                                      |           | orkestwerk bij werk van John Galsworthy (verloren gegaan)                                    |
| Werk 144   | 1922                | Maskaradesuite                                                                   |           | toneelmuziek bij werk van Ludvig Holberg                                                     |
| Werk 145   | 1922                | Italiaanse serenade                                                              |           | orkest (pseudoniem d’Ambrosio)                                                               |
| Werk 146,  | 1923                | Norske Eventyrbilleder                                                           | opus 37   | orkest                                                                                       |
| Werk 147   | 1923                | Blandt bolde riddere                                                             |           | toneelmuziek bij werk van Charles Marlowe                                                    |
| Werk 148   | 1923                | Symfonie nr. 1                                                                   |           | orkest                                                                                       |
| Werk 149   | 1923                | Der Schuster Aiolos                                                              |           | toneelmuziek bij werk van Arnold Kübler                                                      |
| Werk 150   | 1923                | Mit fulde glas og sangens raske toner                                            |           | mannenkoor a capella op tekst van Jens Zetlitz                                               |
| Werk 151   |                     | Studentersang                                                                    |           | zangstem/piano                                                                               |
| Werk 152   | 1923                | Prélude                                                                          |           | toneelmuziek bij werk van Ilja Soergoetsjev                                                  |
| Werk 153   | 1924                | Intermezzo                                                                       |           | toneelmuziek bij werk van François de Curel                                                  |
| Werk 154   | 1924                | Symfonie nr. 2                                                                   |           | orkest                                                                                       |
| Werk 155   | 1924                | Kronbruden                                                                       |           | toneelmuziek bij werk van August Strindberg                                                  |
| Werk 156   | 1924                | Folkeraadet                                                                      |           | toneelmuziek bij werk van Gunnar Heiberg                                                     |
| Werk 157   | 1924                | Reisen til julestjernen                                                          |           | toneelmuziek (orkest)                                                                        |
| Werk 158   | 1925                | Vendetta                                                                         |           | toneelmuziek bij werk van Sem Benelli                                                        |
| Werk 159   | 1925                | Drømmen til Radioland                                                            |           | toneelmuziek bij werk van Thoralf Klouman                                                    |
| Werk 160   | 1926                | De koopman van Venetië-suite                                                     |           | toneelmuziek bij stuk van William Shakespeare                                                |
| Werk 161   | 1926                | Cello                                                                            |           | orkest (verloren gegaan)                                                                     |
| Werk 162   | 1926                | Prinsessen og spillemannen                                                       |           | toneelmuziek bij werk van Barbra Ring                                                        |
| Werk 163   | 1927                | Rondo des Lutins                                                                 |           | orkest (verloren gegaan)                                                                     |
| Werk 164   | 1927                | Spillet om den hvite ring                                                        |           | toneelmuziek bij werk van Klabund                                                            |
| Werk 165   | 1927                | Norsk kjempedans                                                                 |           | orkest                                                                                       |
| Werk 166   | 1927                | Barrabas                                                                         |           | toneelmuziek bij werk van Nordahl Grieg                                                      |
| Werk 167   | 1928                | Symfonie nr. 3                                                                   |           | orkest                                                                                       |
| Werk 168   | 1928                | Volpone                                                                          |           | toneelmuziek bij werk van Ben Jonson                                                         |
| Werk 169   | 1929                | Sangen i Norden, del 7, «Norge» naar Juel                                        |           |                                                                                              |
| Werk 170   | 1930                | Noorse dansen 3-6 nr. 4                                                          |           | viool en orkest (verloren gegaan)                                                            |
| Werk 171   | 1930                | O, Sørland, du min moderjord                                                     |           | zangstem/piano (verloren gegaan) tekst van Vilhelm Krag                                      |
| Werk 172   | 1930                | Askeladden-suite                                                                 |           | orkest uit toneelmuziek                                                                      |
| Werk 173   |                     | Brønnøysund                                                                      |           | zangstem/piano tekst: Einar Høvding                                                          |